# 東京子ども図書館

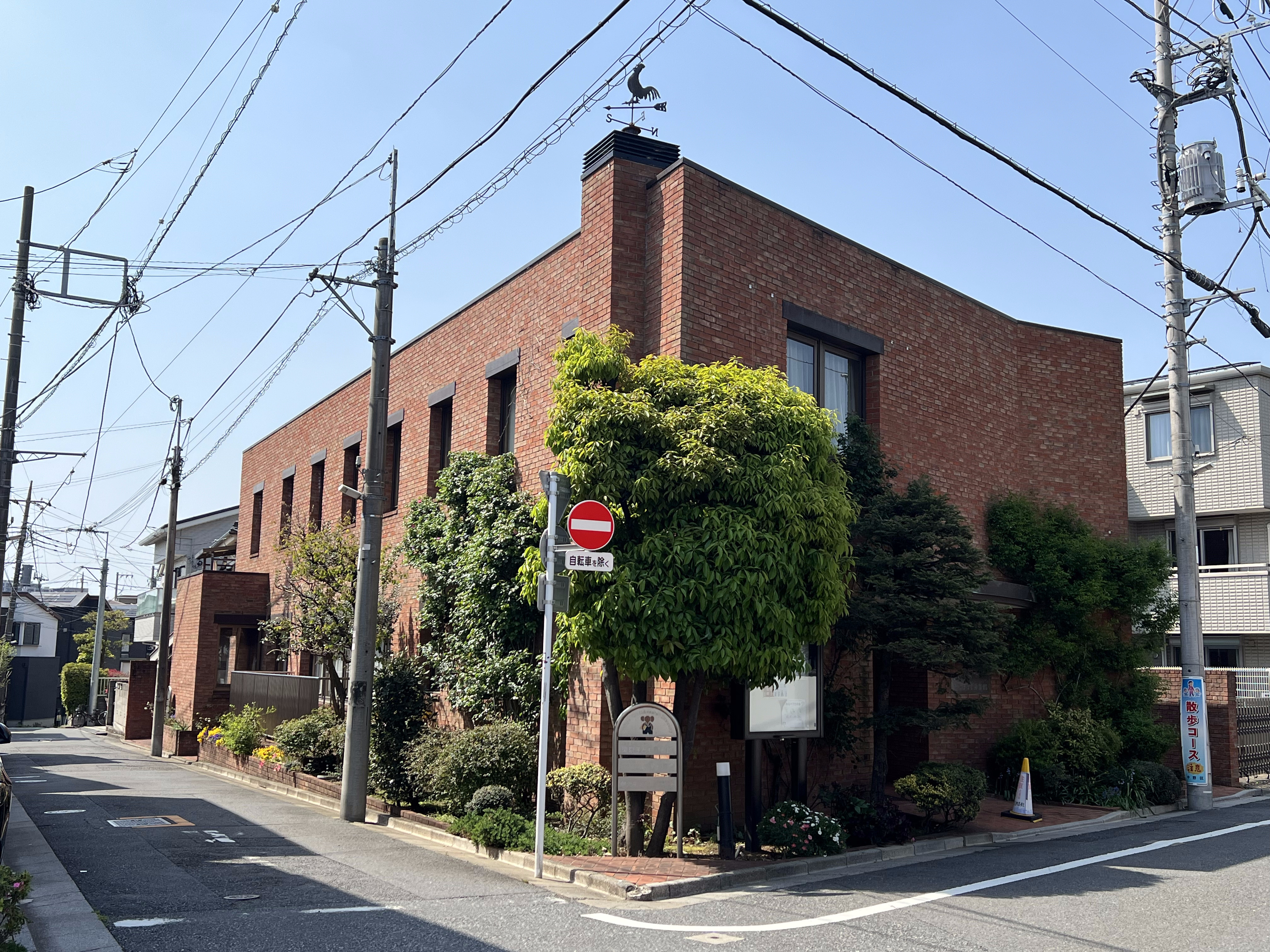

公益財団法人東京子ども図書館（とうきょうこどもとしょかん、Tokyo Children's Library）は東京都中野区江原町にある、児童書専門の私設図書館。運営は、公益財団法人東京子ども図書館。石井桃子、佐々梨代子、松岡享子が創設した。

## 概要
1950年代からの、東京都区部の以下4つの家庭文庫が源流である。
- 土屋児童文庫（世田谷区上北沢）：1955年、土屋滋子によって開設。
- 入舟町土屋児童文庫（中央区入船）：1956年、土屋滋子によって開設。
- かつら文庫（杉並区荻窪）：1958年、石井桃子によって開設。
- 松の実文庫（中野区江原町）：1967年、松岡享子によって開設。

1974年に東京都教育委員会により公益法人の認証を受けていた。2010年10月1日には公益財団法人に移行している。図書館教育関係者・司書の間では、非常にユニークな設立経緯と児童教育、生育支援の経緯で知られている。

## 施設
1997年に練馬区豊玉北のマンションから中野区江原町に移転し、レンガ造りの新館を建設。した。周辺は閑静な住宅街で、生育途上の子どもが親しみやすい家庭的な配慮をしている。
設備が老朽化して蔵書にカビが生じるなど問題が起きていることから、空調やエレベーターの更新、書架レイアウト変更などの改修を予定している。
都営地下鉄大江戸線新江古田駅、西武池袋線東長崎駅から徒歩、または中野駅発の路線バス（関東バス運行）の江古田駅行きで「芳花園住宅」下車か、江古田の森行きで「江古田住宅」下車。

## 役員
- 松岡享子：終身名誉理事長
- 張替惠子：理事長

設立時より理事長を務めた松岡享子は2015年6月6日の評議員会において任期満了をもって退任した。